# Jessica O'Connell
Jessica O'Connell, född 10 februari 1989, är en friidrottare från Kanada. Hon deltog vid olympiska sommarspelen 2016.